# Jonathan Deniz
Jonathan Deniz, vollständiger Name Jonathan Sebastian Deniz Machado, (* 23. August 1990 in Tranqueras) ist ein ehemaliger uruguayischer Fußballspieler.

## Karriere
Jonathan Deniz absolvierte in der Saison 2010/11 vier Erstligaspiele für den Tacuarembó FC. In der Spielzeit 2013/14 wurde er mit Tacuarembó Meister der Segunda División und trug dazu mit 25 Zweitligaeinsätzen bei. In der Saison 2014/15 wurde er 29-mal in der Primera División eingesetzt. Nach dem Abstieg am Saisonende kam er in der Zweitligaspielzeit 2015/16 16-mal in der Liga zum Einsatz. Anfang Juli 2016 wechselte er zu Deportivo Pasto. Für die Kolumbianer lief er zweimal in der Liga und zweimal in der Copa Colombia auf. Anfang Januar 2017 verpflichtete ihn Deportes Quindío, für den er 21 Spiele in der Primera B und vier (kein Tor) im kolumbianischen Pokalwettbewerb bestritt.